# Bolo chiffon de manga

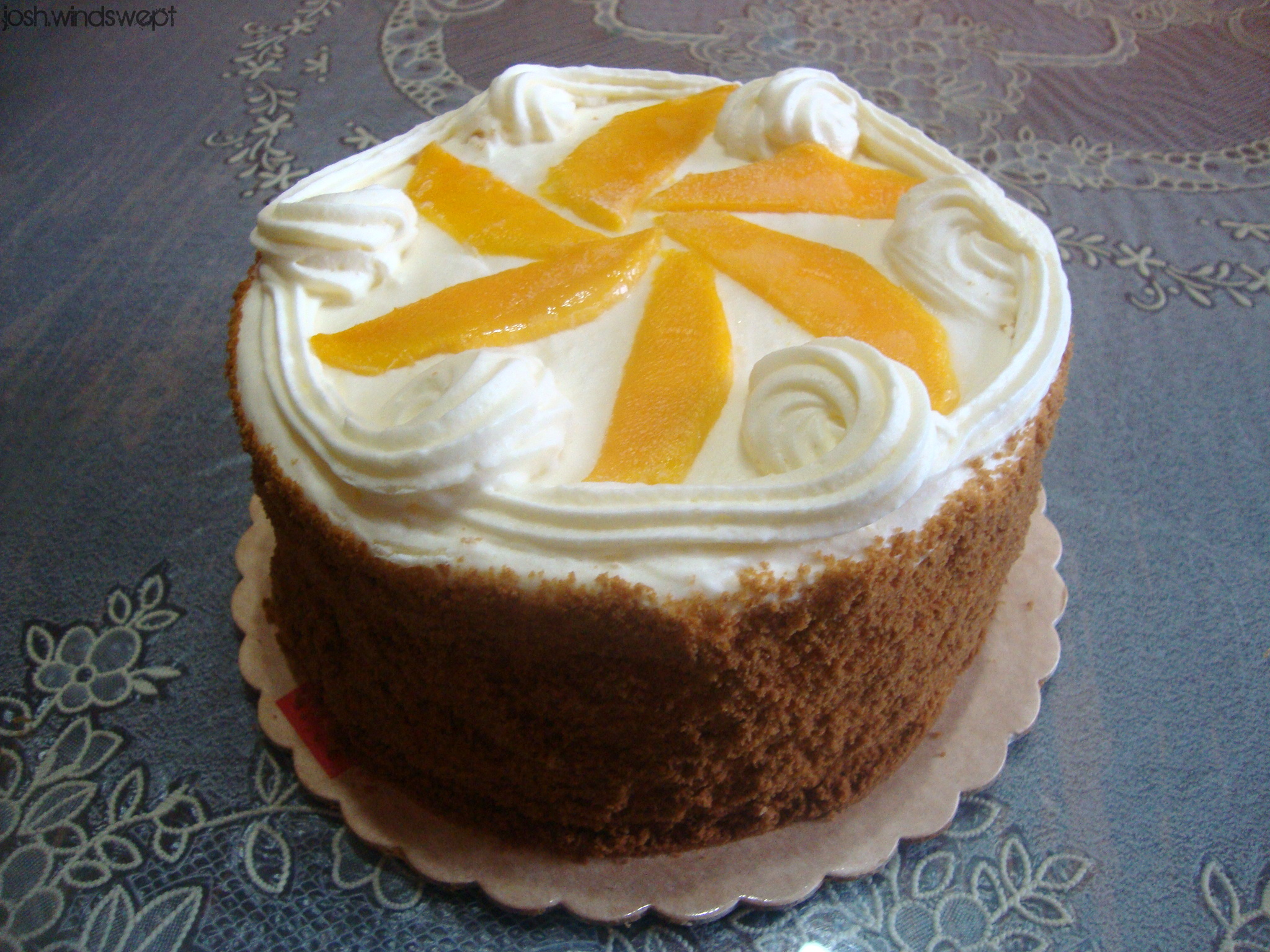
Bolo de manga com cobertura de creme e pedaços de manga.

Bolo de manga ou bolo chiffon de manga, é um bolo chiffon em camadas filipino infundido com mangas doces maduras de Carabao. É normalmente coberto com glacê de creme de manga, fatias de manga fresca ou manga em puré em gulaman ou gelatina. Outras coberturas comuns incluem creme, queijo creme e chocolate. Também costuma colocar fatias de manga entre as camadas. É uma das variantes de bolo mais populares nas Filipinas, onde as mangas são abundantes durante todo o ano. Versões comerciais também estão disponíveis em grandes redes de padarias como Red Ribbon Bakeshop e Goldilocks Bakeshop, bem como receitas individuais de restaurantes, muitas vezes com nomes exclusivos. É muito semelhante ao crema de mangga (ou "mango float"), exceto que o bolo de manga usa camadas de bolo chiffon e não broas ou biscoitos. As duas receitas às vezes podem ser combinadas, no entanto.
Como nos bolos ube, os bolos de manga também podem ser feitos como outras formas tradicionais de bolo de mamón filipino, como pianonos (rolos suíços).